# トランスリンク (バンクーバー)
トランスリンク（英語：TransLink）は、カナダのブリティッシュコロンビア州南西部に位置するバンクーバー都市圏（メトロバンクーバー）の交通行政を管轄する団体で、公式名称はSouth Coast British Columbia Transportation Authorityである（2007年11月に、それまでの Greater Vancouver Transportation Authority から改称）。バンクーバー都市圏の公共交通機関を総称して「トランスリンク」と呼ぶことが多い。

## 概要

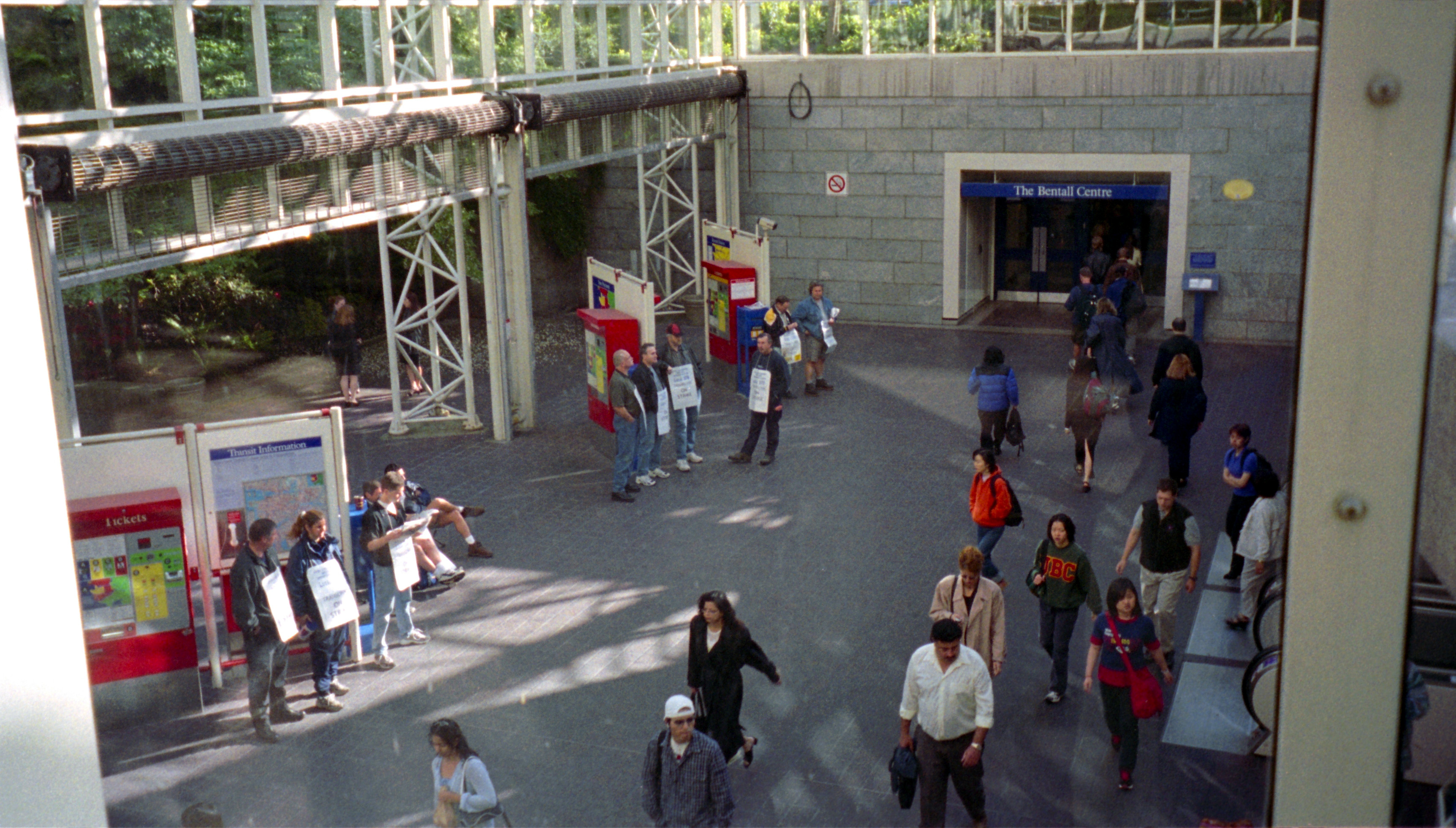
2001年のストライキ

ブリティッシュコロンビア州政府およびメトロバンクーバーのもと、交通を主体とした計画立案と予算管理を行う。圏内の社会資本の拡充と公共交通機関の統括や交通行政における環境保護を担当し、交通の円滑化と自動車交通量の抑制を目指す一元的な組織である。各事業の運営は下位に位置づけられた団体および組織に委ねられているため、それ自体の規模は小さい。しかしながらバンクーバー広域行政体の首長が役員を務め、財源についても圏内の関連税制の変更を行うことが可能であるなど、その権限は強い。そのため、中長期に渡り地域に対して効率的な社会資本の整備を行うことを可能としている。一方でストライキやロックアウトといった労使紛争が比較的多い文化の中では、一元的であるために地域社会に大きな影響を及ぼしてしまうことも否定できない。2001年4月1日から7月31日の4ヶ月間は、路線バスの運行委託先であるコーストマウンテンバスの全面ストライキによって多くのバス路線が運休となり、代替路線の混雑や道路の渋滞などにより地域全体の交通網が麻痺した例がある。

## 歴史
ブリティッシュコロンビア州全土の公共交通を統括していたBCトランジットから、バンクーバー都市圏のみを管轄する組織として1998年に独立し発足した。バンクーバーの公共交通に関する歴史は以下の通りである。
- 1889年 - 路面電車を開業
- 1922年 - カナダ自治領政府が、アメリカ合衆国にあわせて道路法規を変更
- 1923年 - ガソリンエンジンバスを導入
- 1948年 - 路面電車を置き換えるため、トロリーバスの運行を開始[7]
- 1955年 - 路面電車を全廃
- 1963年 - ディーゼルエンジンバスを導入
- 1975年-76年 - トロリーバスを第二世代へ更新
- 1977年 - 通勤用フェリー「シーバス」の運航を開始
- 1980年 - 障害者と高齢者用のバス「ハンディダートサービス」の開始
- 1985年 - スカイトレインエキスポ・ラインのウォーターフロント駅・ニューウェストミンスター駅間の運行開始[8]
- 1987年 - エキスポ・ラインのサレー市方面への延伸工事により、スコットロード駅まで開通
- 1994年 - エキスポ・ラインのキングジョージ駅までの延伸工事が完了
- 1989年 - カナダ初のバリアフリー化事業を開始
- 1995年 - ウエストコーストエクスプレスの運行を開始
- 1996年 - 「Bライン」急行バスの運行開始
- 2002年 - スカイトレインのミレニアム・ラインコロンビア駅・コマーシャルドライブ駅（現:コマーシャル・ブロードウェイ駅）間開通
- 2005年 - トロリーバスを除く全てのバスを車いす対応車に切り替え完了
- 2006年1月6日 - ミレニアム・ラインの終着駅であるコマーシャルドライブ駅から一駅延長し、VCC－クラーク駅が開業。VCCの最寄駅となる。これに合わせ、当駅からブリティッシュコロンビア大学を結ぶ84番のバス路線を新設
- 2006年 - グランビル駅のエレベーター新設工事により、スカイトレイン全駅でのバリアフリー工事が完了
- 2008年1月1日 - 運賃を値上げ
- 2008年4月20日 - トロリーバスを全て新型の低床バスに更新し、全車両が車いすに対応。これにより、トランスリンク管轄内の車両や鉄道駅はすべて車いす対応となった。
- 2009年8月17日 - スカイトレインのカナダ・ラインが開通し、リッチモンド市中心部やバンクーバー国際空港と、バンクーバー市中心部が鉄道によって結ばれる
- 2016年 - ミレニアム・ラインのコキットラム市方面へ延伸により、終点がラファージ湖-ダグラス駅となる。
- 2019年9月 - マーポールループと22丁目駅の間を走る100番系統のバス路線に電気バス4台を試験導入
- 2020年1月6日 - 既存の急行バス「Bライン」の一部廃止とともに、バス路線のさらなる高速化を図った「RapidBus」の運行を開始

## 主な事業と運営組織

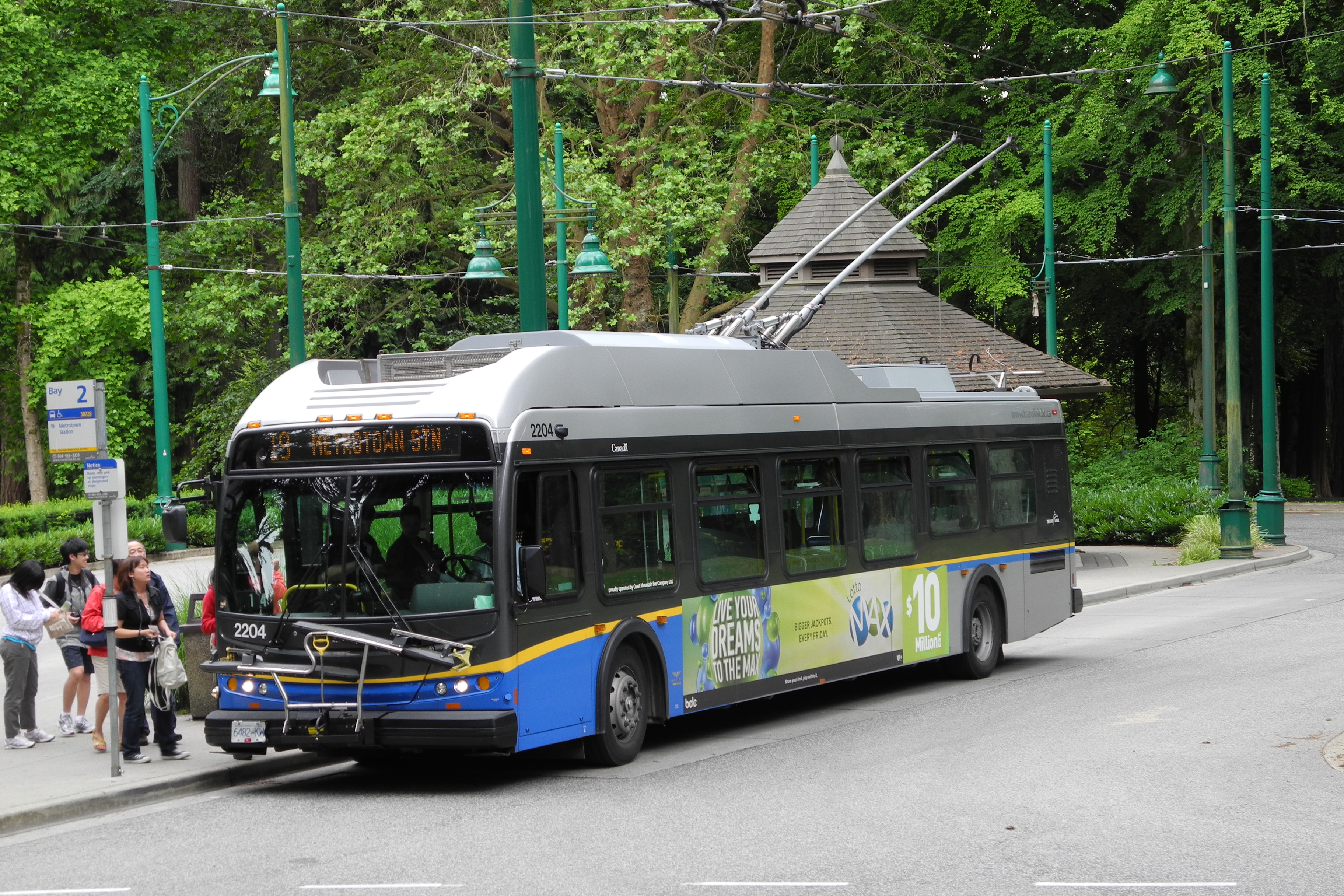
バンクーバー市内で運行されているトロリーバス

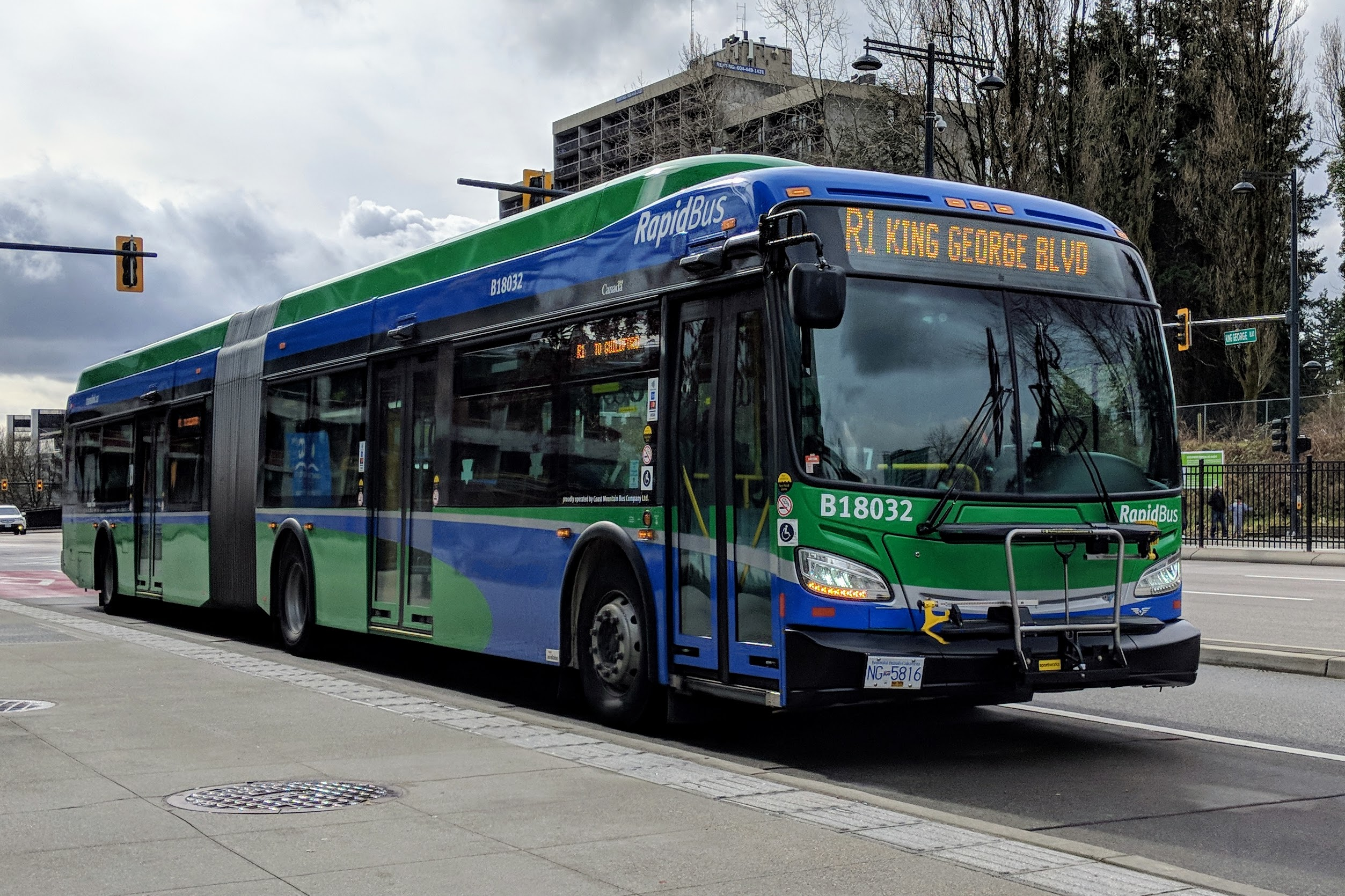
サレー市内を走行するBRT用連節バス

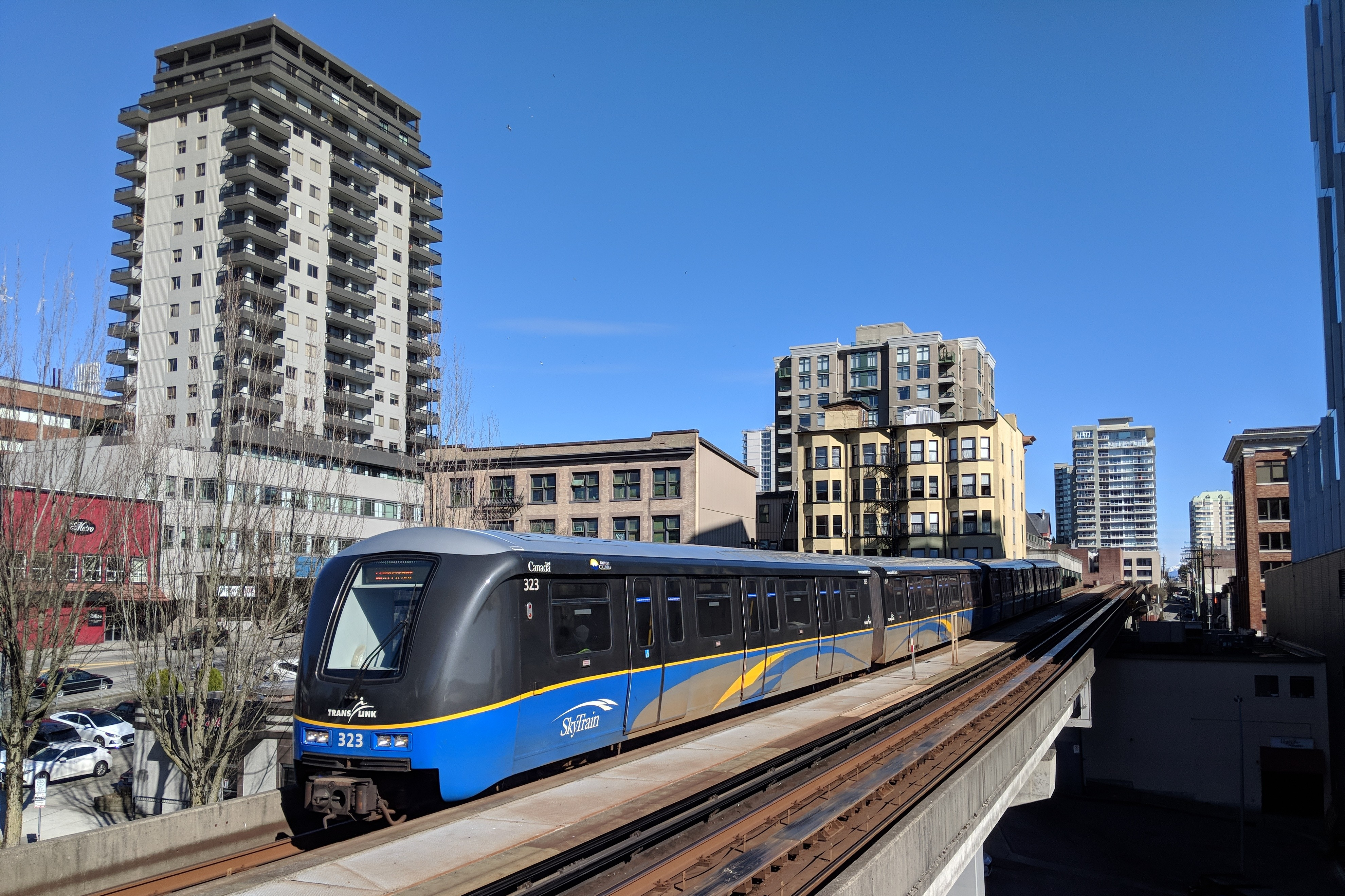
ニューウエストミンスター市内を通過するスカイトレイン

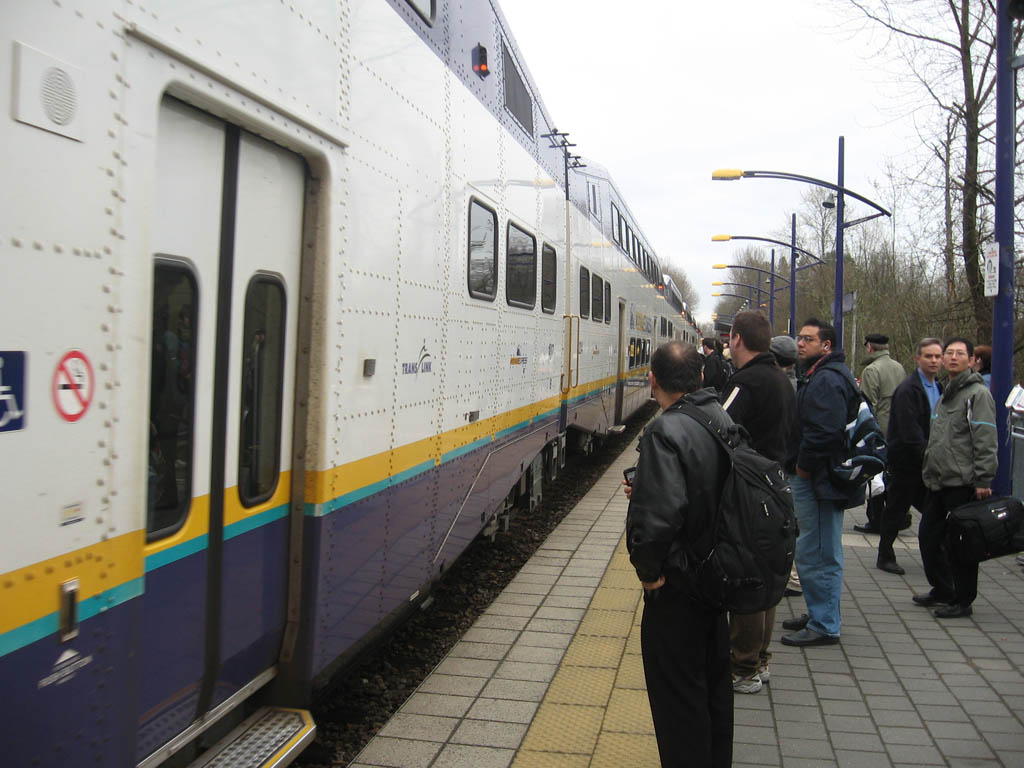
コキットラムに到着するウエストコーストエクスプレス

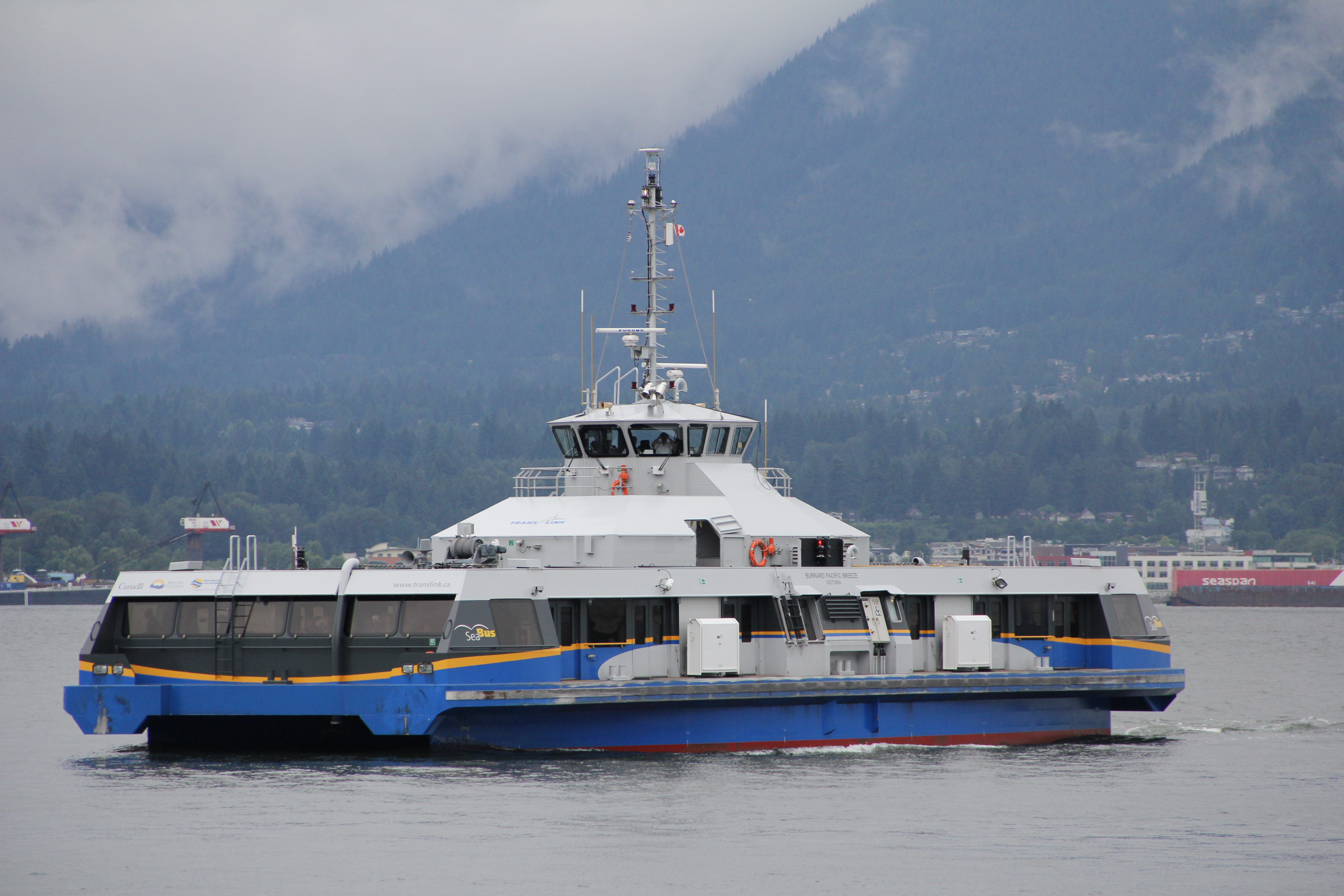
バラード入り江を横断するシーバス

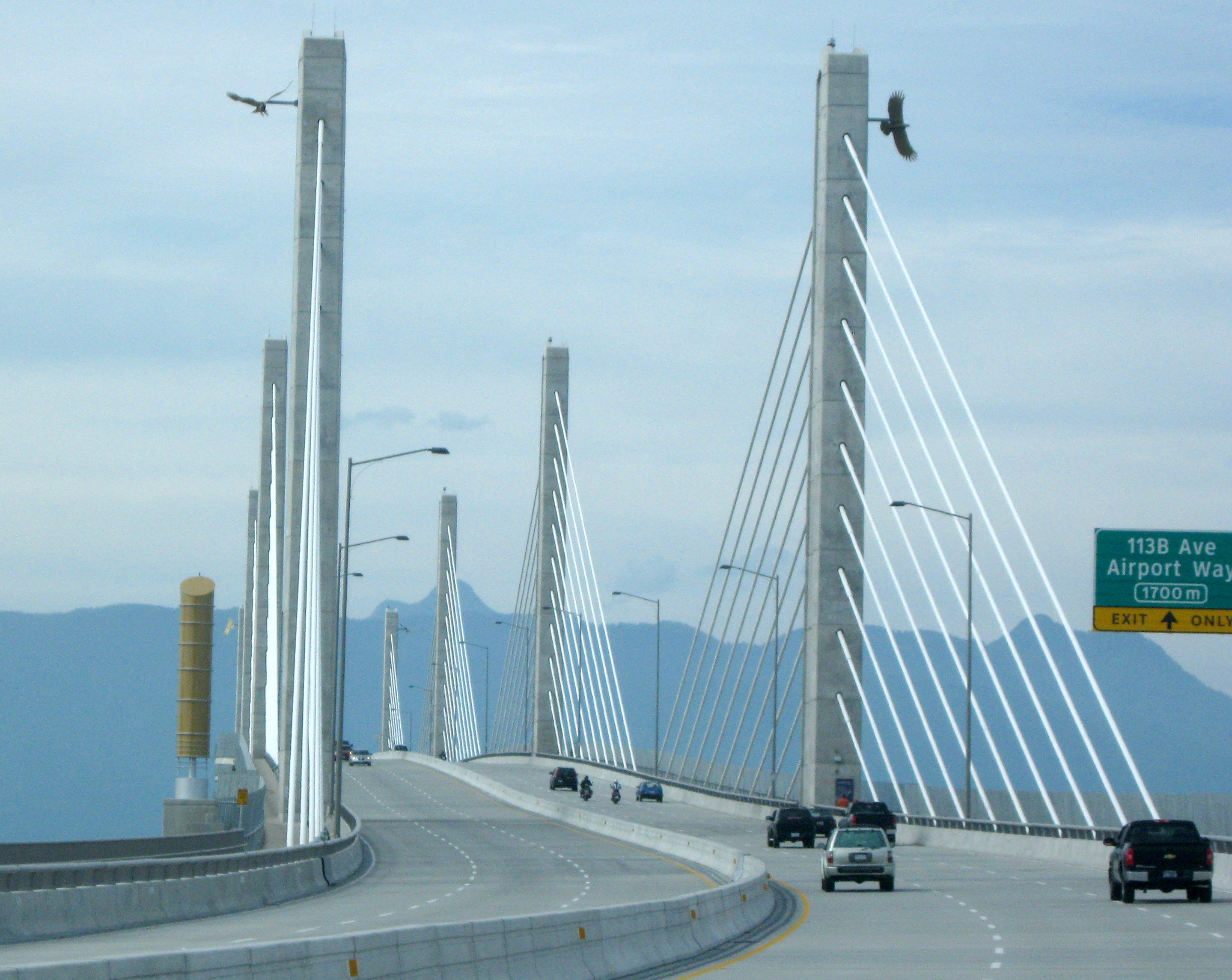
メイプルリッジとラングリーを結ぶゴールデンイアーズ橋

### 路線バス事業
トランスリンクの最も主要な事業のひとつ。マイカーの使えない学生や駐車場が限られたダウンタウンへの交通手段として、バスは非常に重要な交通機関である。また原油価格や駐車場代の高騰に伴いマイカーからバスへ通勤手段を変える人も少なくないため、トランスリンクでは需要がさらに高まることを予想している。バスの運行はコーストマウンテンバス、ウエストバンクーバー市営交通およびファーストトランジットが担当しているが、前身のBCトランジット時代からウエストバンクーバー市営交通は別の組織として独立していた。そのため、前者はトランスリンクの下部組織である一方で、後者は委託契約を結んだ外部組織という位置づけになっている。それぞれの営業区域や規模は異なり、コーストマウンテンバスがバンクーバー都市圏のほとんどを網羅する広大な営業範囲を維持するのに対し、ウエストバンクーバー市営交通やファーストトランジットは小規模な組織であり運行車両が若干異なっている。

### 鉄道事業
北米は日本やヨーロッパと比較して都市の規模に対して鉄道網が発達しておらず、東海岸からのカナダナショナル鉄道、カナダ太平洋鉄道、VIA鉄道、そしてアメリカからのアムトラックといった数多くの長距離鉄道が終着点とするバンクーバー都市圏ですら都市鉄道網は存在しないに等しかった。しかしながら1986年のバンクーバー国際交通博覧会の開催をきっかけにスカイトレインと呼ばれる新交通システムの運行を開始した。同年のカナダ連邦政府による雇用均等法や1988年のカナダ多文化主義法の制定は、バンクーバー都市圏の移民を大幅に増やして地域経済を繁栄させているが、それにともなう通勤圏の拡大や交通渋滞の悪化は万博以降における鉄道事業の拡大をさらに後押しした。
今後もスカイトレインの延伸を中核に、ウエストコーストエクスプレスが運行する近郊都市を結ぶ通勤列車、ウエストコーストエクスプレスの設備拡充など、鉄道事業をさらに発展させて交通手段を分散させていくことを予定している。また、サレー市にLRTを開通させる計画もある。

### フェリー事業
海や川の多いバンクーバー都市圏では、バスや鉄道に次いで短距離フェリーの利用も公共交通としても一般的である。橋梁が未整備の箇所や陸上交通より移動時間が短縮できる箇所も存在するため、トランスリンクは陸上の公共交通機関を補完する目的でフェリーを運航している。1900年より運航を開始したバラード入り江連絡フェリーはシーバスとして、現在はコーストマウンテンバスが運航している。また、1957年に開設されたフレーザー川の両岸、ラングリーとメイプルリッジを結んでいたアルビオンフェリーは20台前後の自動車と旅客を積載できる2隻の小型のカーフェリーで運航していたが、2009年6月にゴールデンイアーズ橋が開通したことに伴い、その役目を終えた。

### 幹線道路網整備事業
他の北米の諸都市と同様に、マイカー通勤が一般的な圏内では幹線道路網の整備はメジャーロードネットワーク（略称MRN）としてトランスリンクの中核事業となっている。全域の一般道路の延伸や拡張といった整備計画の立案と建設を、21の下部組織や地域自治体と協力して行っている。圏内は多くの河川が流れているため、橋梁およびバイパス建設といった高速道路以外の大規模工事を伴うものもこの道路整備計画に含んでいる。

### 環境対策事業
交通がもたらす環境破壊の抑制に取り組み、地域住民の健康と大気汚染を考慮している。自転車の利用を積極的に促すためにバスに自転車を置けるキャリアを設置、近年ではパークアンドライドシステムの運営によるマイカーの通勤利用削減、路線バスでのハイブリッドカーおよび低排気ガス車などの低公害車の採用、新交通システムの利用促進など、次世代の公共交通を整備している。一方で環境障害者の利用環境の改善も行っており、路線バスの低床化や車椅子用リフトの設置をはじめ「ハンディダート」と呼ばれる障害者用車両の運営も行う。

## 運賃制度
|                   | 1ゾーン | 2ゾーン | 3ゾーン | YVR追加運賃 |
| ----------------- | ------- | ------- | ------- | ----------- |
| 大人 (Adult)      | $3.10   | $4.35   | $6.05   | +$5.00      |
| 割引 (Concession) | $2.05   | $3.05   | $4.15   | +$5.00      |

トランスリンク管轄の公共交通機関は、ゾーン制と呼ばれる運賃制度を採用している。これはバンクーバー都市圏を3つの区域に分け、域内は同一運賃とし区域をまたぐごとに運賃が上がる仕組みである。大人の最低運賃は1ゾーン2.85カナダドルである。4歳までの幼児は無料で、5歳児から13歳までの児童、許可証を持った14歳から19歳までの学生、65歳以上の高齢者、障害者認定証をもった障害者は1ゾーンで1.85カナダドルの割引運賃としている。最高運賃については大人が3ゾーンで5.60カナダドル、割引運賃は3.80ドルとしている。しかしこれらの運賃は場合によって変動し、バスのみを利用する場合や、平日の18時半以降および土日祝日の利用に対し全ゾーンで1ゾーン料金を適用する。ただしバンクーバー国際空港の敷地内にある駅からスカイトレインに乗車した場合は、例外なく通常料金の他に5カナダドルの追加運賃が加算される。
また、マンスリーパス（毎月末まで有効な1ヶ月定期券、複数月の定期券は存在しない）利用者は日曜祝日は1枚の定期券で本人を含む大人2名と子供4名までを乗車可能とする利用特典がある。
トランスリンクでは発券から90分間トランスリンク内のみで有効な切符を路線バス車内・シーバス発着港・スカイトレイン各駅で販売するほか、デーパス（1日乗車券）、マンスリーパスを圏内のコンビニエンスストアなどで委託販売している。
なお、ウエストコーストエクスプレスは独自のゾーン設定（ウエストコーストエクスプレスゾーン）がされているため、この運賃制度は適用されない。
2016年4月から、非接触式スマートカードである使い捨てのコンパスチケット、繰り返し使えるコンパスカードが導入された。購入は、バンクーバー各駅に設置された自動券売機やロンドンドラック（英名：London Drugs）、コンパスカスタマー・サービスセンター（英：Compass Customer Service Center）などが利用できる。
主な種類としては、青色の希望金額入金カード（英：Stored Value）と月間パス（英：Monthly Pass）、白色のシングルチケット（英：Single Ticket）、学生とシニア用にオレンジ色のコセッションカードがある。
2018年5月から、Visaやマスターカードの提供する非接触型決済システムであるコンタクトレスでも乗車ができるようになった。